# 計算社會學

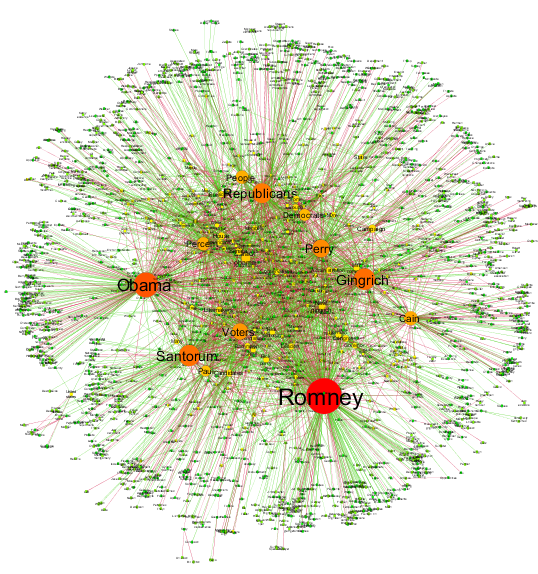
2012年美国大选节点网络

計算社會學是社會學的一門分支，使用密集演算的方法來分析與模擬社會現象。計算社會學使用計算機模擬、人工智慧、複雜統計方法，以及像是社會性網路分析等新的途徑，由下而上地塑造社會互動的模型，來發展與測試複雜社會過程的理論。
它包含了對於社會行為者的理解，這些行為者之間的互動，以及這些互動對於社會整體的影響。雖然社會科學的主題與方法和自然科學或電腦科學相異，當代對於社會的模擬所使用的許多方法仍舊起源於如物理學與人工智慧等領域。而一些源自於社會科學的方法也被納入自然科學，例如在社會性網路分析與網路科學領域中，網路中心性的測量。
在相關文獻中，計算社會學經常與社會複雜度的研究相關。像是複雜系統、鉅觀過程與微觀過程之間非線性的互連，與突現等社會複雜度的概念也進入了計算社會學的辭彙。一個實際且廣為人知的例子是以「虛擬社會（artificial society）」的形式建造一個演算模型，研究者可以藉此分析一個社會體系的結構。

## 歷史

### 系統理論與結構功能論
在戰後時期，萬尼瓦爾·布希的微分分析器、約翰·馮·諾伊曼的細胞自動機、諾伯特·維納的模控學 與克勞德·夏農的資訊理論在技術系統中成為模擬與暸解複雜度具有影響力的典範。相對應地，在像是物理學、生物學、電子學，和經濟學等學門的科學家開始表述一種一般性的系統理論，其中所有自然與物理現象皆為一個系統中具有相同模式與性質的相關元素的展現。　　隨著艾彌爾·涂爾幹以實事求是的方式分析複雜現代社會的呼聲，戰後結構功能主義社會學家如塔爾科特·帕森斯利用這些構成元素之間系統化與階層化互動的理論，來嘗試生成宏大而統一的社會學理論，例如四種功能（AGIL paradigm）。　　如George Homans等社會學家辯稱社會理論應該被形式化（正規化）（formalized），成為命題和精確術語的階層結構，其他的命題與假設可以從中被推演出來並操作化以進行實証研究。由於電腦演算法與程式早在1956年就已用來測試和驗證數學定理，例如四色定理，社會科學家與系統動力學家預期類似的計算取徑可以類比地「解決」與「證明」正規化的問題，和社會結構與動力的理論。

### 鉅視模擬與微視模擬
到了1960年代晚期與1970年代早期，社會科學家使用更為可得的電腦科技對組織、產業、城市，與全球人口進行控制與回饋過程的鉅視模擬。這些模型使用微分方程，將人口分布視為其他系統性因素（如存貨控管、都市交通、遷徙、疾病傳染等）的整體計算型函數（holistic functions）來進行預測。羅馬俱樂部根據對於全球經濟的模擬（simulation）而出版了預測全球環境浩劫的報告。儘管在這份報告發表後的1970年代中期，對社會體系的模擬因而得到了大量的關注，然而其煽動的結論顯示了模型的結果受到對於模型的參數所做的特定量化假設非常大的影響（highly sensitive）（在羅馬俱樂部的例子中，僅有少數的證據支持），亦暫時使得這初生的領域失去可信度。對於利用計算工具來預測巨觀的社會與經濟行為產生的懷疑漸增，因此社會科學家將其注意力轉向了微視模擬模型（microsimulation），藉由模擬個人層級個體的狀態漸進（aggregate）改變，而非人口層級的分布的改變，社會學家們作出了預測，也研究政策的效果。然而，這些微視模擬模型並未允許個體進行互動或適應，其目的也非基本理論研究。